# Barbara Stanwyck
Barbara Stanwyck (født Ruby Katherine Stevens; 16. juli 1907 i Brooklyn, New York, USA, død 20. januar 1990 i Santa Monica, Californien, USA) var en Oscar nomineret og alsidig amerikansk filmskuespiller.
Hun havde baggrund som danser og skuespiller på Broadway da hun filmdebuterede i 1927. Hun medvirkede i Frank Capras The Bitter Tea of General Yen (General Yens bitre te, 1933) og var både sej og varmhjertet heltinde i en række Hollywood Pre-Code film som, Baby Face (1933), før hun nåede toppen af sin popularitet med Stella Dallas (1937), Union Pacific (1939) og Golden Boy (Guldets Magt, 1939). Derefter gjorde hun en række mindeværdige hovedroller, bl.a. i The Lady Eve (En moderne Eva, 1941), Meet John Doe (Vi behøver hinanden, 1941) og Ball of Fire (Professoren og korpigen, 1941), og var en meget farlig femme fatale i Billy Wilders Double Indemnity (Kvinden uden samvittighed, 1944). Hun havde også hovedrollen i den psykologiske thriller Sorry, Wrong Number (Galt nummer, 1948). I 1950erne lavede hun en del komplekse og gode Amerikanske Westerns, hvor hun ofte gjorde sine egne stunts. I 1964 spillede hun overfor Elvis Presley i filmen Roustabout. Hun gik over til fjernsyn i 1960'erne med stor succes. Hun modtog en æres-Oscar i 1982.